# یدالله صفری
یدالله صفری (زاده ۱۳۴۶، گرمی) امام جمعه شهرستان گرمی و عضو مجلس خبرگان رهبری از استان اردبیل است.

## زندگی‌نامه
یدالله صفری در سال ۱۳۴۶ در روستای اژدرلو یکی از روستاهای شهرستان گرمی متولد شد و ایشان پس از اتمام تحصیلات ابتدائی جهت ادامه تحصیل به شهرستان گرمی هجرت نمود و تا دوّم نظری در شهرستان مذکور، تحصیل نمود و بخاطر علاقه وافر به علوم دینی در سال ۱۳۶۲ وارد حوزه علمیه اردبیل گردید وی درمدت پنج سال در اردبیل از محضر استادان بزرگ مانند آیة الله مروج و آیة الله حاتمی و مرحوم میر داماد بهره برد و در سال ۱۳۶۹ جهت ادامه تحصیل عازم قم گردید. ایشان در شهرمقدس قم در فقه و اصول از استادان مشهور حوزه از جمله آیت الله پایانی، اعتمادی و نکونام استفاده کرد و پس از پایان پایه ده، چهار سال در درس خارج فقه ناصر مکارم شیرازی و چهار سال در درس خارج اصول حسین وحید خراسانی شرکت کرد. وی در کنار حضور در درس خارج، وارد رشته تخصصی فلسفه و کلام گردید و در نهایت با اخذ سطح چهار فقه و اصول «دکتری» در سال ۱۳۷۶ به عنوان امام جمعه شهرستان گرمی منصوب گردید.
ایشان سه بار بعنوان طلبه بسیجی ممتاز جهت تشویق به تهران دعوت شد و در دو رشته مبانی نظر اسلام و تاریخ تمدن و فرهنگ اسلامی از معاونت امور استادان نهاد مقام معظم رهبری مجوز تدریس دریافت نمود.

## مقالات
آیت الله صفری ده‌ها مقاله و کتابهای اخلاقی و علمی ارائه کرده که تعدادی از آنها چندین بار تجدید چاپ گردیده است. از جمله:
- کتاب «نماز مصلح و معراج در غربت» که از سال ۹۰، بیش از هشت بار چاپ شده است.
- کتاب «فضائل و رذائل اخلاقی» در سال ۹۰ چاپ شده است.
- کتاب «اسامی قیامت در قرآن» در سال ۹۵ چاپ گردیده است.
- کتاب «آیات الاحکام در نکاح و اسباب انحلال آن» در سال ۱۳۹۳ چاپ گردیده است.
- کتاب «نقش عدالت در عرصه مدیریت» در سال ۹۵ چاپ گردیده است.
- کتابهای «مواعظی از قرآن»، «بررسی فقهی قربانی از حیث زمان و مکان»، «مهمات الاصول»، «نصایح پیامبر (ص) بر ابوذر» و «نصایح پیامبر (ص) بر حضرت امیر (ع)»، «راه سعادت» در فرایند چاپ قرار دارد.
- تحلیل آزاداندیشی از منظر اسلام
- حقیقت قصد انشاء در عقد و ایقاء و تفاوت آن با ابراز اراده
- مساجد خانه‌های خدا (چاپ در فرهنگ جمعه تهران)
- قربانی در اقوام پیشین و اسلام
- ابعاد وجودی انسان (چاپ در فرهنگ جمعه تهران)
- مبانی و قلمرو قاعده دفع افسد به فاسد در فقه امامیه و حقوق مدنی ایران

یدالله صفری از سال ۱۳۸۴ به عنوان هیئت علمی در دانشگاه و از سال ۱۳۷۸ در حوزه علمیه بعنوان استاد حوزه مشغول تدریس می‌باشد.
ایشان بیش از صد پایان‌نامه را در حوزه علمیه قم و دانشگاه، داوری و راهنمائی نموده است.

## فعالیت فرهنگی – اجتماعی
- تأسیس حوزهٔ علمیهٔ خواهران سطح سه
- تأسیس حوزهٔ علمیهٔ برادران
- تأسیس دارالقرآن امام سجاد (ع)
- تأسیس خانه توسعه مغان
- تأسیس کانون امام خامنه ای

## فعالیتهای عمرانی
- بازسازی و توسعه مسجد جامع که مصلای نماز جمعه نیز هست.
- احداث ساختمان دفتر و منزل امام جمعه گرمی
- احداث ساختمان آموزشی برای خواهران در متراژ هزار متر مربع
- تهیه زمین و احداث ساختمان برای دارالقرآن امام سجاد (ع) در سه طبقه در کنار خیابان اصلی
- تهیه زمین برای مصلی و آغاز ساخت